# Aziatische blauwe ekster
De Aziatische blauwe ekster (Cyanopica cyanus) is een zangvogel uit de familie van de kraaien (Corvidae). De vogel werd in 1776 door de Pruisische natuuronderzoeker Peter Simon Pallas geldig beschreven. Lange tijd werd de blauwe ekster van het Iberisch Schiereiland als ondersoort van deze soort beschouwd. 

## Kenmerken
De Aziatische blauwe ekster lijkt uiterlijk op de ekster. De vogel is echter minder lang: 36 tot 38 cm (gewone ekster: 40-51 cm). Verder valt de Aziatische blauwe ekster op door de blauwe vleugelpunten en staart die terugkomen in zijn naam. De vogel is iets groter dan de Iberische blauwe ekster, heeft een relatief lange snavel en witte stippels op de staart.

## Leefwijze
De soort trekt meestal rond in groepen van tot 30 dieren. Het dieet bestaat uit zaden, fruit en als bijvoer ongewervelden en menselijk afval.

## Voortplanting
De Aziatische blauwe ekster legt per nest 6 tot 8 eieren, die 15 dagen worden bebroed.

## Verspreiding en leefgebied
Deze soort komt voor in het oosten van Azië en telt twee ondersoorten:
- C.c. cyanus: zuidoostelijk Siberië, Mongolië, oostelijk China en Korea.
- C.c. japonica: Japan.

De habitat is vooral gemengd bos met wilg (Salix) en Prunus opslag en grote loofbomen, rivierbegeleided bos, parken in steden (tot in het centrum), grote verwilderde tuinen, bosrijk agrisch gebied met boomgaarden. De vogel vermijdt dicht oerwoud en berghellingen.

## Taxonomie
Tot in de 21ste eeuw werd deze soort en de blauwe ekster die geïsoleerd op het Iberisch schiereiland voorkomt, beschouwd als één soort. Soms werd zelfs verondersteld dat de blauwe ekster in Spanje in de 16e eeuw of 17e eeuw daar vanuit Azië zou zijn overgebracht. Maar door ornithologen is deze veronderstelling altijd betwijfeld. De Iberische en Aziatische blauwe ekster (Cyanopica cooki) zijn nu aparte soorten.

## Status
De Aziatische blauwe ekster heeft een groot verspreidingsgebied en daardoor is de kans op de status kwetsbaar (voor uitsterven) gering. De grootte van de populatie is onbekend. Alleen al in Japan en Korea zijn tientallen duizenden broedparen. Er is aanleiding te veronderstellen dat de soort in aantal vooruit gaat. Om deze redenen staat de Aziatische blauwe ekster als niet bedreigd op de Rode Lijst van de IUCN.